# Tomanowa Przełęcz
Tomanowa Przełęcz (słow. Tomanovské sedlo, Tomanovo sedlo, niem. Tomanowapass, Ticha-Pass, Cicha-Pass, węg. Tomanova-hágó, Cicha-hágó) – druga na liście najniższych przełęczy w grani głównej Tatr (po Palenicy Jałowieckiej). Leży ona w tej samej linii z Iwaniacką i Bobrowiecką Przełęczą. Stykają się tutaj dwie formacje geologiczne: po północnej stronie wapienie serii wierchowej, a po południowej skały metamorficzne lub krystaliczne. Tomanowa Przełęcz znajduje się na wysokości 1685 m n.p.m. (według wcześniejszych pomiarów – 1686 m). Główne szczyty, które oddziela od siebie, to Ciemniak i Tomanowy Wierch Polski (wraz ze znajdującym się przed nim Suchym Wierchem Tomanowym). Przez przełęcz i szczyty te biegnie granica polsko-słowacka. Po zachodniej, polskiej stronie przełęczy leży Dolina Tomanowa, po wschodniej, słowackiej stronie Dolina Tomanowa Liptowska.
Tomanowa Przełęcz od dawna była głównym szlakiem podróży przez Tatry – z racji tego, że jest najniższa, jak również ze względu na swoje stosunkowo łagodne podejścia (możliwy był nawet przejazd koniem, dopóki wierzchołkowe partie nie zarosły kosówką). Wędrowali nią m.in. kupcy, zbójnicy, górnicy poszukujący złóż metali, a w czasie II wojny światowej kurierzy tatrzańscy. Już w 1736 r. Matej Bel zapisał, że jest to znane przejście do Liptowa. Przełęcz ta leży również na głównym szlaku wędrówek zwierząt.
Tomanowa Przełęcz to szerokie i trawiaste siodło zbudowane z dolnotriasowych łupków. Prowadził na nią czerwony szlak turystyczny z Doliny Tomanowej. W górnej części wiódł on na dużym odcinku Kamienistym Żlebem. Ścieżka turystyczna była silnie zarośnięta kosówką. Szlak ten prowadził również po drugiej stronie przełęczy, w dół przez Dolinę Tomanową Liptowską do Doliny Cichej.
Z przełęczy rozległe widoki na Tatry Wysokie, szczególnie okazale prezentuje się stąd Świnica i Kominiarski Wierch. W opadającym na przełęcz południowym grzbiecie Ciemniaka grań tworzą wapienne skały, zwane Tomanowymi Stołami, znajduje się w niej Głazista Turnia. Na skałkach i murawie siodła przełęczy bogata roślinność alpejska, m.in. różeniec górski, mak alpejski, lepnica bezłodygowa, skalnica nakrapiana, wierzba alpejska.
W okolicach Tomanowej Przełęczy odbywają się najważniejsze sceny książki Jerzego Mieczysława Rytarda i Heleny Roj Koleba na Hliniku.
Czerwony szlak prowadzący od Rozdroża w Tomanowej Kamienistym Żlebem na przełęcz został zamknięty przez TPN od 22 maja 2009 r. Ten sam los spotkał słowacki czerwony szlak z Rozdroża pod Tomanową w Dolinie Cichej rok wcześniej, w czerwcu 2008 r
Po słowackiej stronie Tomanowej Przełęczy stwierdzono występowanie rzadkiego w Karpatach gatunku rośliny – jastrzębca śląskiego.

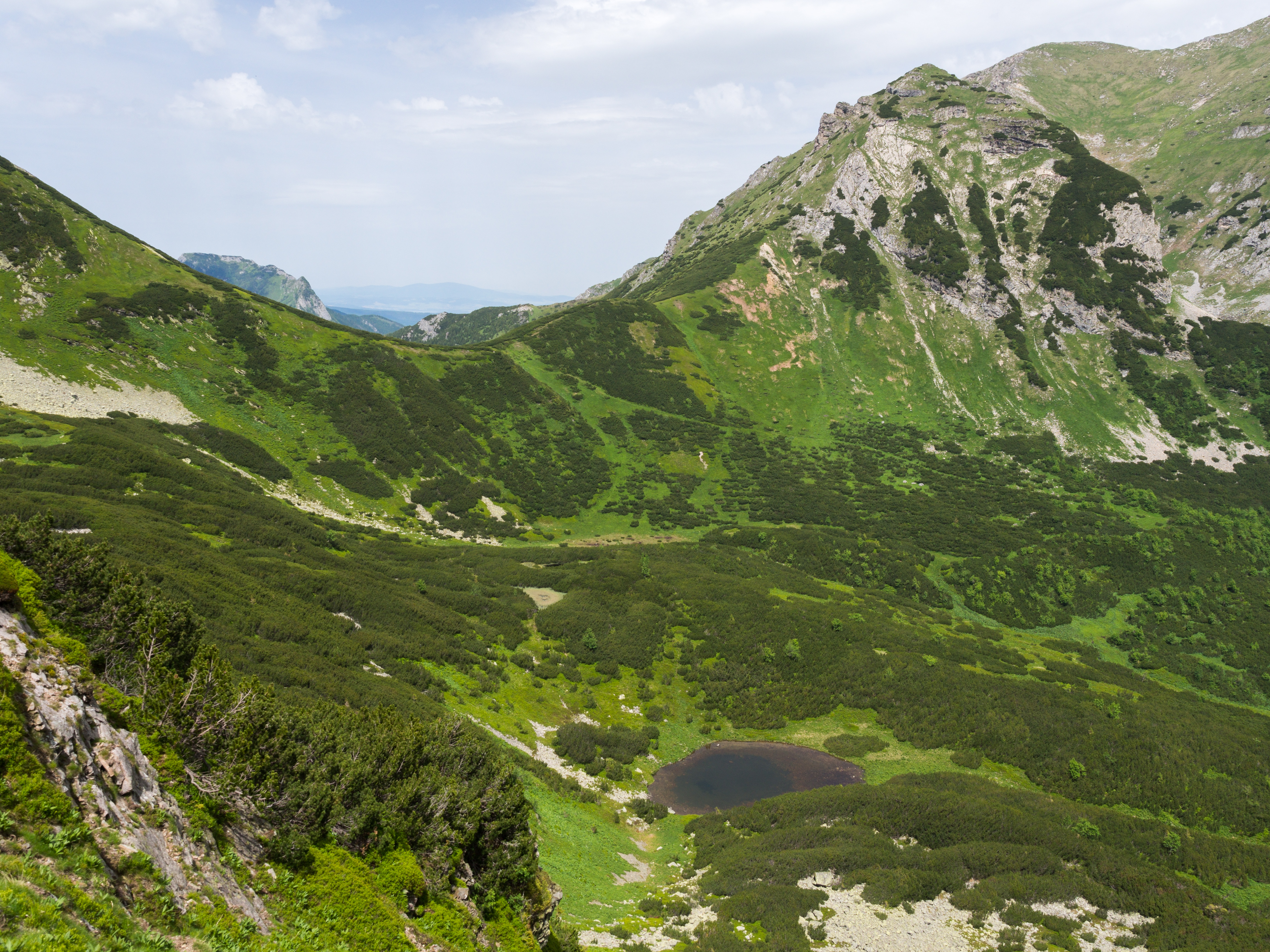
Tomanowe Stawki i Tomanowa Przełęcz
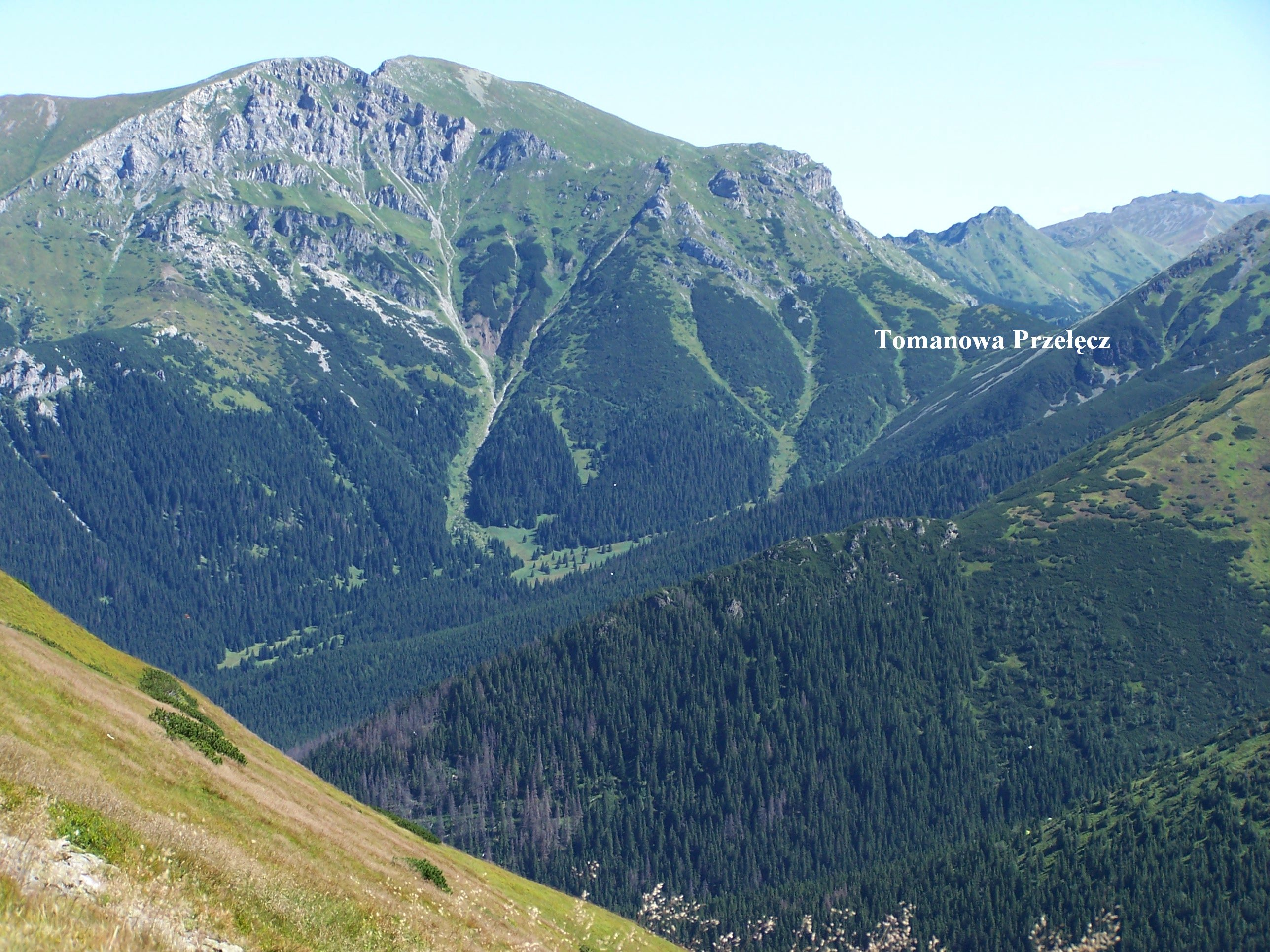
Ciemniak i Tomanowa Przełęcz. Widok z Ornaku
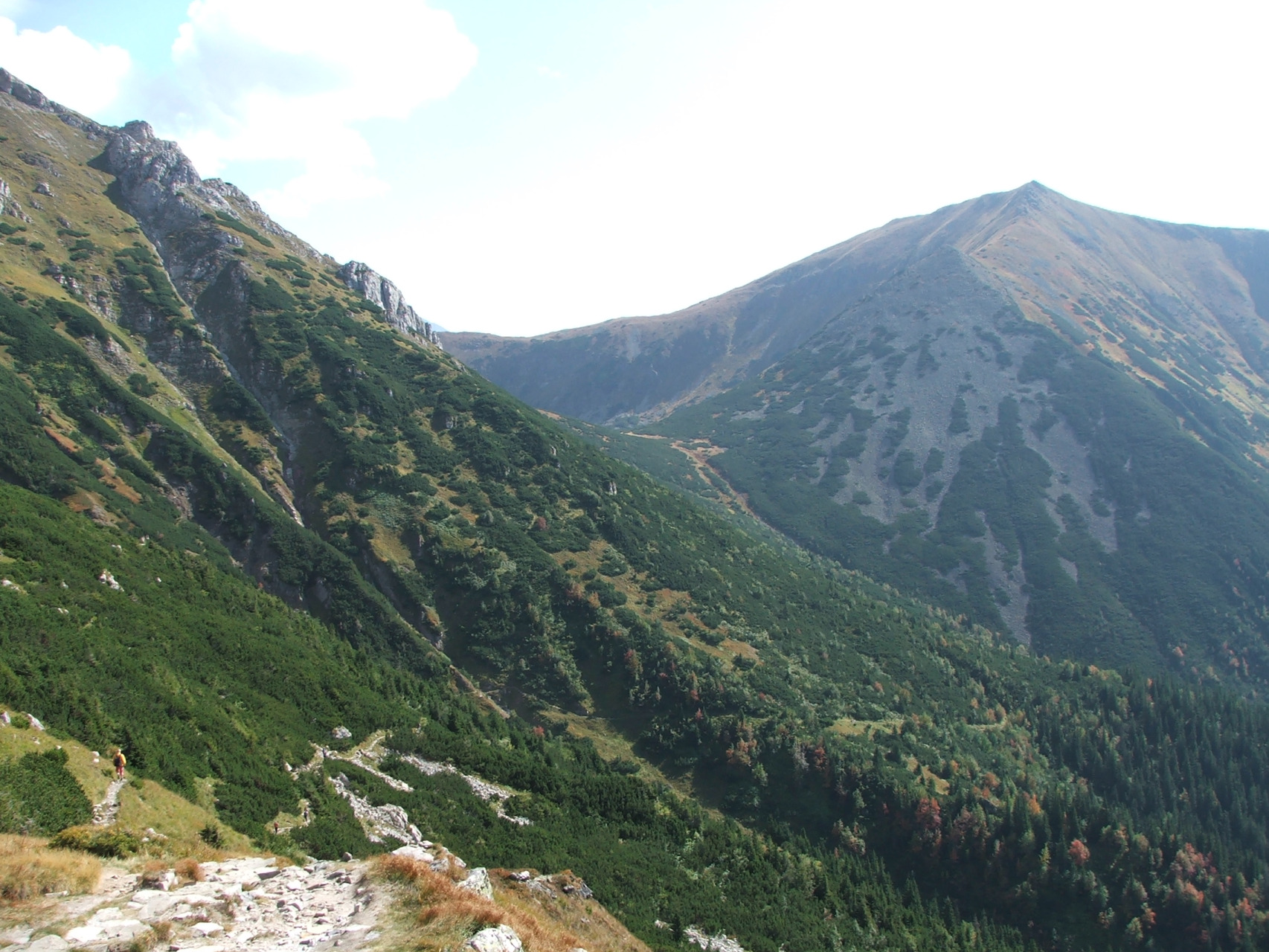
Widok z Tomanowego Grzbietu